# Jan Pieter Krahnen
Jan Pieter Krahnen (* 31. August 1954) ist emeritierter Professor für Kreditwirtschaft und Finanzierung an der Goethe-Universität Frankfurt sowie des Leibniz-Instituts für Finanzmarktforschung SAFE.

## Leben
Nach einer Banklehre bei der BHF-Bank studierte Krahnen Betriebswirtschaftslehre an der  Goethe-Universität Frankfurt, wo er 1984 auch promovierte. Vier Jahre später wurde er an der Freien Universität Berlin habilitiert. Nach Anstellungen an der Universität zu Köln und der Justus-Liebig-Universität Gießen nahm Krahnen 1995 einen Ruf an die Goethe-Universität Frankfurt an. Er ist wissenschaftlicher Direktor des Leibniz-Instituts für Finanzmarktforschung SAFE und war bis 2020 auch Direktor des Center for Financial Studies.

## Forschung
Schwerpunkte von Krahnens Forschung sind Banken und Finanzintermediäre, Kreditmanagement und Kreditmärkte.

## Öffentlicher Einfluss
Von 2008 bis 2012 war Krahnen Mitglied in der Expertengruppe „Neue Finanzmarktarchitektur“, die im Auftrag der Bundesregierung Vorschläge für eine Reform der internationalen Finanzmärkte erarbeiten sollte. Die Kommission unter Vorsitz von Otmar Issing (auch: „Issing-Kommission“) legte insgesamt sechs Berichte vor. Ende 2010 wurde Krahnen in den wissenschaftlichen Beirat des  Bundesministeriums der Finanzen berufen. Seit Anfang 2011 gehört er auch dem wissenschaftlichen Beirat der Europäischen Wertpapier- und Marktaufsichtsbehörde ESMA in Paris an.
Im Februar 2012 berief EU-Binnenmarktkommissar Michel Barnier Krahnen als einziges deutsches Mitglied in eine Expertengruppe der Europäischen Kommission zu Strukturreformen im europäischen Bankensektor. Die elfköpfige Gruppe unter Vorsitz des Präsidenten der finnischen Zentralbank Erkki Liikanen (auch „Liikanen-Kommission“) legte am 2. Oktober 2012 ihren Bericht vor.